# Nirrti (Stargate)
Nirrti es un personaje ficticio de la serie de televisión estadounidense Stargate SG-1, 
interpretado por la actriz canadiense Jacqueline Samuda.
Nirrti fue un Señor del Sistema Goa'uld que explotaba a los humanos intentando crear un hok'tar.

## Reseña
Cuando los Goa'uld aún mantenían el dominio sobre la Tierra, Nirrti tenía escaso interés en disputas políticas u obtener poder militar. 
Su principal preocupación era el estudio de los seres humanos, y cómo se podría mejorar sus habilidades físicas como anfitriones hasta lograr obtener un hok'tar o humano avanzado. 
Sin embargo los demás Goa'uld no le dan el tiempo o la oportunidad necesarios para profundizar en sus estudios. Kali, en particular, trató agresivamente de apoderarse 
de las posesiones de Nirrti en la India actual. Por lo tanto, Nirrti se vio obligado a jugar el juego político que  detestaba. 
Ella se asoció con Olokun, una relación que resultaría desastrosa para él, pero beneficioso para Nirrti. Lentamente, pero con seguridad, estableció una 
gran base de poder, y por el tiempo de la rebelión Tau'ri en Egipto, tenía ganado con creces el título de Señor del Sistema.
Su continua investigación sobre cómo modificar la genética humana ha provocado efectos devastadores en sus poblaciones de esclavos
y de otros Señores del Sistema. Bastet y Kali, enfurecidos, se las arreglaron para conseguir 
que Nirrti fuera despojado de su condición de Señor del Sistema. Para entonces, sin embargo, los imperios galácticos de los Goa'uld eran enormes, 
e incluso degradado, Nirrti no tenía problemas para encontrar las poblaciones humanas para realizar pruebas, y
que era todo lo que 
realmente le importaba a ella.
En el vacío de poder resultante tras la muerte de Ra, ella fue capaz de recuperar gran parte de su antiguo territorio, y por lo tanto fue reinstaurada de nuevo
como un Señor del Sistema.